# Малобалыкское нефтяное месторождение
Малобалыкское — нефтяное месторождение в России. Расположено в Ханты-Мансийском автономном округе. Открыто в 1962 году.
Начальные запасы нефти оценивается 150 млн тонн. Плотность нефти до 0,87 г/см³, содержание серы 1,20-1,90 %.
Месторождение относится к Западно-Сибирской провинции, входит в состав Салымского нефтегазового района Среднеобской нефтегазовой области. Объёмы добычи на Малобалыкском месторождении (по данным на 2014 год) составляют 11,4 процента от общей добычи нефти в Ханты-Мансийском автономном округе.
Оператором месторождения является российская нефтяная компания Роснефть.